# Zweckverband Personennahverkehr Saarland
Der Zweckverband Personennahverkehr Saarland (ZPS) ist nach § 6 des ÖPNV-Gesetzes des Saarlandes von 2016 der „Verbund der Aufgabenträger“ im Öffentlichen Personennahverkehr (ÖPNV). Er ist ein Zusammenschluss der saarländischen Aufgabenträger: fünf Landkreise im Saarland, Zweckverband Öffentlicher Personennahverkehr auf dem Gebiet des Regionalverbandes Saarbrücken (ZPRS), die Städte Saarbrücken, Neunkirchen, Völklingen sowie das Saarland. Sein Vorgänger war die Verkehrsmanagement-Gesellschaft Saar, die 2017 im Zweckverband aufgegangen ist.
Der ZPS ist zuständig für die Busverkehrslinien im landesweiten Interesse (zertifizierte „PlusBus“-Linien R1 – R7, R10, R14, R20; RegioBus-Linien R8/280, R11 – R13; landesweite Nachtbuslinien N1 – N7; grenzüberschreitende Linie MS; ExpressBus-Linien X1, X5, X6 und X66) und arbeitet als Geschäftsstelle für den Aufgabenträger des Schienenpersonennahverkehrs im Saarland (Besteller der Leistungen von RE- und RB-Linien im Saarland), das Ministerium für Umwelt, Klima, Mobilität, Agrar und Verbraucherschutz (MUKMAV).
Außerdem ist die ZPS-Geschäftsstelle für die Umsetzung der Beschlüsse der Verbandsversammlung des ZPS u. a. zum regionalen Busverkehr zuständig. Das saarlandweite Auskunftssystem „saarfahrplan.de“ wird von der Geschäftsstelle des ZPS auf der Grundlage der Datenlieferungen einzelner Verkehrsunternehmen organisiert. Des Weiteren übernimmt der ZPS zentrale Aufgaben im ÖPNV wie Vergabestelle und Erstellung der Nahverkehrspläne in Absprache mit den einzelnen Aufgabenträgern. Stand Dez. 2022 arbeiten 23 Mitarbeiterinnen und Mitarbeiter in der ZPS-Geschäftsstelle in den Bereichen Verkehrsplanung Bus, Verkehrsplanung und Querschnittsaufgaben Schiene, IT und Fahrgastinformation, Kompetenzcenter Digitalisierung sowie Controlling, Finanzen und Verwaltung.

## Geschichte

Logo Verkehrsmanagement-Gesellschaft Saar mbH

1986 wurde die VGS Verkehrsmanagement-Gesellschaft Saar mbH (VGS) als Verkehrsgemeinschaft Saar (VGS) mit Sitz in Saarbrücken gegründet und in den 90er Jahren zu Verkehrsverbundgesellschaft Saar umbenannt.
Sie kümmerte sich im Bereich Tarif und Vertrieb um unternehmensübergreifende Angebote. So wurden Einzel-, Tages- und Monatskarten angeboten, Fahrpläne (z. B. für die Universität oder Gemeinschaftsverkehre) herausgegeben, eine Online-Fahrplanauskunft aufgebaut und zeitweise ein unternehmensübergreifendes Kundenzentrum betrieben. Auch das Saarland-Sommer-Touren-Ticket für Schüler und das Semester-Ticket der Hochschulen wurde anfangs durch die VGS gemanagt und vermarktet.
Die Gründung eines Tarifverbundes auf Ebene der Verkehrsunternehmen im Jahr 2005 hat jedoch die neu gegründete Saarländische Nahverkehrs-Service GmbH (SNS) mit dem Produktnamen saarVV übernommen. Somit kam die Umbenennung der VGS zu Verkehrsmanagementgesellschaft Saar mbH zu Stande, als Verbundgesellschaft der Aufgabenträger (Landkreise, Städte, Saarland im Zweckverband Personennahverkehr Saarland). Somit wurde die VGS zur operativen Einheit des ZPS und zum „Gegenstück“ der SNS auf Ebene der Aufgabenträger. Auch die Genehmigungsbehörde nach PBefG war bei der VGS bis 2016 angesiedelt.
2017 wurde die VGS aufgelöst und ging in die heutige Geschäftsstelle des ZPS über. Bis 2017 waren das Saarland (50 %) und der Zweckverband Personennahverkehr Saarland (ZPS) (50 %) Gesellschafter der VGS.

## Fahrgastbeirat
Vom Zweckverband Personennahverkehr Saarland wurde ein saarlandweiter Fahrgastbeirat initiiert. Der Fahrgastbeirat besteht aus 13 Personen, die einen repräsentativen Querschnitt der Fahrgäste bilden und 11 Vertretern von Verbänden und Organisationen, darunter der Beauftragte für Belange von Menschen mit Behinderungen des Landtags des Saarlandes. Der Fahrgastbeirat ist ehrenamtlich tätig. Die erste Sitzung fand am 17. Oktober 2023 in Saarbrücken statt. Die erste Amtsperiode beträgt drei Jahre.